# 長尾鯊
长尾鲨科（學名：Alopiidae），是鼠鲨目下的一科，长尾鲨属的命名来源于希腊语的Alopex，是狐狸的意思，因长尾鲨拥有狐狸一样的长尾巴并且非常聪明狡猾而得名，台湾也譯为狐鮫科。长尾鲨分佈於世界各地溫帶及熱帶的海域。長尾鯊科下只有一屬（長尾鯊屬；台湾也譯为「狐鮫屬」）及三個现存物種。

## 分佈及棲息地
雖然長尾鯊有時會出現於淺水及近岸的水域，但牠們其實主要分佈於遠洋帶。牠們生活於水體中的首500米。细尾长尾鲨普遍出沒於海岸水域多於大陸棚。在北太平洋，細尾長尾鯊分佈在沿北美洲及亞洲的大陸棚。在較暖的中西太平洋，細尾長尾鯊較為稀少，而大眼長尾鯊及淺海長尾鯊較為普遍。

## 解剖及外觀
長尾鯊特別長的尾巴或尾鰭就像是打穀機般，佔體長的一半。牠們是活躍的獵食者，尾巴其實是用來打暈獵物的。直至目前最大的物種是細尾長尾鯊，體長及體重分別可以達到6米及400公斤。大眼長尾鯊排第二，長約4.9米，而最細少的淺海長尾鯊則有3米長。
長尾鯊較為幼長，头小吻短，背鰭小，胸鰭上半叶很长及向後彎曲。除了大眼長尾鯊外，其他的長尾鯊的眼睛都相對較細。背部呈褐色、灰藍色或灰綠色，腹部較淺色。長尾鯊的三個物種可以從其背部的顏色來分辨：細尾長尾鯊的是深綠色，大眼長尾鯊的是褐色，而淺海長尾鯊的是藍色。

## 飲食
長尾鯊主要以遠洋帶魚群，如扁鰺、鮪魚及鯖魚、魷魚及烏賊為食物。牠們會追蹤魚群至淺水的地方。牠們亦會吃甲殼類及海鳥。長尾鲨會利用尾巴把魚群圍住,接著用尾巴將魚群擊昏或是拍死,再進行捕食。

## 行為
長尾鯊是獨居的動物。在印度洋的長尾鯊是按性別來區分深度及空間。所有的物種都是高度遷徙或遠洋回游的。
長尾鯊是其中一類可以如海豚般躍出水面的鯊魚。

## 生殖
長尾鯊沒有明顯的生殖季節。受精及胚胎成長都是在母體內進行，即牠們是卵胎生的。每胎約只有2至4頭幼鯊，出生時幼鯊長150厘米，尾巴較幼。幼鯊在母體時是食卵黃的，並會吃其他未受精的卵。
長尾鯊較慢才達至性成熟。雄性大眼長尾鯊要到7至13歲才性成熟，而雌性則要8至14歲。牠們的壽命可以長達20年以上。

## 保育狀況
其被列為《瀕危野生動植物種國際貿易公約》附錄二的物種，被限制出口及貿易。

## 與人類關係
就像所有的大型鯊魚，長尾鯊的生長率較慢，並受到捕漁業的危害。除了牠們的肉外，長尾鯊的魚肝油及魚翅都是被人捕獵的原因。
牠們對人沒有危害。
長尾鯊在美國及南非是有獎的競技魚類。細尾長尾鯊在墨西哥更是消閒釣魚的目標。長尾鯊在某些地區為了其商業價值及釣魚運動而被養殖。

## 外部連結
- FishBase entry on Alopiidae
- MarineBio: Thresher shark, Alopias vulpinus
- 深海長尾鯊捕捉沙丁魚的视频 （页面存档备份，存于）
- . ITIS.   [4 May 2006].